# Isidore De Ryck
Isidore De Ryck, auch Isidoor de Rijck, (* 5. September 1926 in Temse; † 11. Januar 2009 in Wilrijk) war ein belgischer Radrennfahrer.
Isidore De Ryck war von 1950 bis 1956 Berufssportler. Die größten Erfolge seiner Laufbahn waren der Sieg bei der Luxemburg-Rundfahrt 1950 (mit einem Etappenerfolg) sowie als erster Belgier bei der Deutschland-Rundfahrt 1952. 1950 siegte er im Grote Prijs Stad Sint-Niklaas.